# Горбово (Кичменгско-Городецкий район)
Горбово — деревня в Кичменгско-Городецком районе Вологодской области.
Входит в состав Кичменгского сельского поселения, с точки зрения административно-территориального деления — в Кичменгский сельсовет.
Расстояние по автодороге до районного центра Кичменгского Городка составляет 11 км, до центра муниципального образования Кичменгского Городка — 11 км. Ближайшие населённые пункты — Судническая Гора, Недуброво, Макарово.
Население по данным переписи 2002 года — 34 человека (15 мужчин, 19 женщин). Всё население — русские.